# Hanceola
Hanceola és un gènere d'angiospermes que pertany a la família de les lamiàcies.

## Taxonomia
- Hanceola cavaleriei
- Hanceola exserta
- Hanceola flexuosa
- Hanceola sinensis
- Hanceola tuberifera